# Grüner See (Austria)
Grüner See – jezioro w środkowej Austrii, w Styrii, w gminie Tragöß, położone w zalesionej dolinie w górach Hochschwab.
Jezioro zasilane jest wodami z topniejących śniegów. Maksymalną głębokość (12 m) osiąga w okresie od połowy maja do czerwca, w okresie zimowym głębokość spada do 1–2 m. Szmaragdowozielonemu kolorowi wód jezioro zawdzięcza swoją nazwę (Grüner See w języku niemieckim oznacza „zielone jezioro”).
Grüner See jest siedliskiem dla pstrągów, ślimaków, wioślarek, krabów oraz czerwi. Ze względu na skaliste dno flora jest uboga, latem wody jeziora zalewają przybrzeżne łąki.
Od 2006 roku jezioro, podobnie jak góry Hochschwab, stanowią obszar chroniony.
Grüner See jest popularnym miejscem do uprawiania nurkowania, w szczególności w okresie letnim.